# Paleokastritsa
Paleokastritsa (řecky Παλαιοκαστρίτσα) je obecní jednotka a sídlo na severozápadním pobřeží řeckého ostrova Korfu. Je označována za nejkrásnější oblast ostrova Korfu.

## Obyvatelstvo
Jméno Paleokastritsa (v řečtině staré místo hradu) odkazuje na blízké ruiny kláštera Angelokastro, který je situován na sever. Od reformy veřejné správy v roce 2011 patřila do obce Korfu a od roku 2019 do obce Střední Korfu a ostrovy Diapontia. Sídlem obecní jednotky je město Lakones (505 obyvatel). Obecní jednotka se dělí na 8 komunit a 14 sídel. V závorkách je uveden počet obyvatel komunit a sídel.
- Alimmatades (199) — Agia Anna (79), Alimmatades (120)
- Doukades (721) — Doukades (627), Papathanatika (94)
- Gardelades (371) — Gardelades (371)
- Krini (292) — Krini (292)
- Lakones (624) — Lakones (384), Paleokastritsa (240)
- Liapades (931) — Gefyra (52), Liapades (879)
- Makrades (331) — Makrades (87), Vistonas (244)
- Skipero (599) — Felekas (500), Skipero (99)

## Poloha
Paleokastritsa je situována při severozápadním pobřeží ostrova Korfu. Jde o záliv s šesti výběžky, které se nazývají Agia Triada, Platakia, Alipa, Agia Spyridon, Agios Petros a Ampelakia. Klášter je z roku 1225 je situován na vrcholku skály plné zeleně.

## Fotogalerie

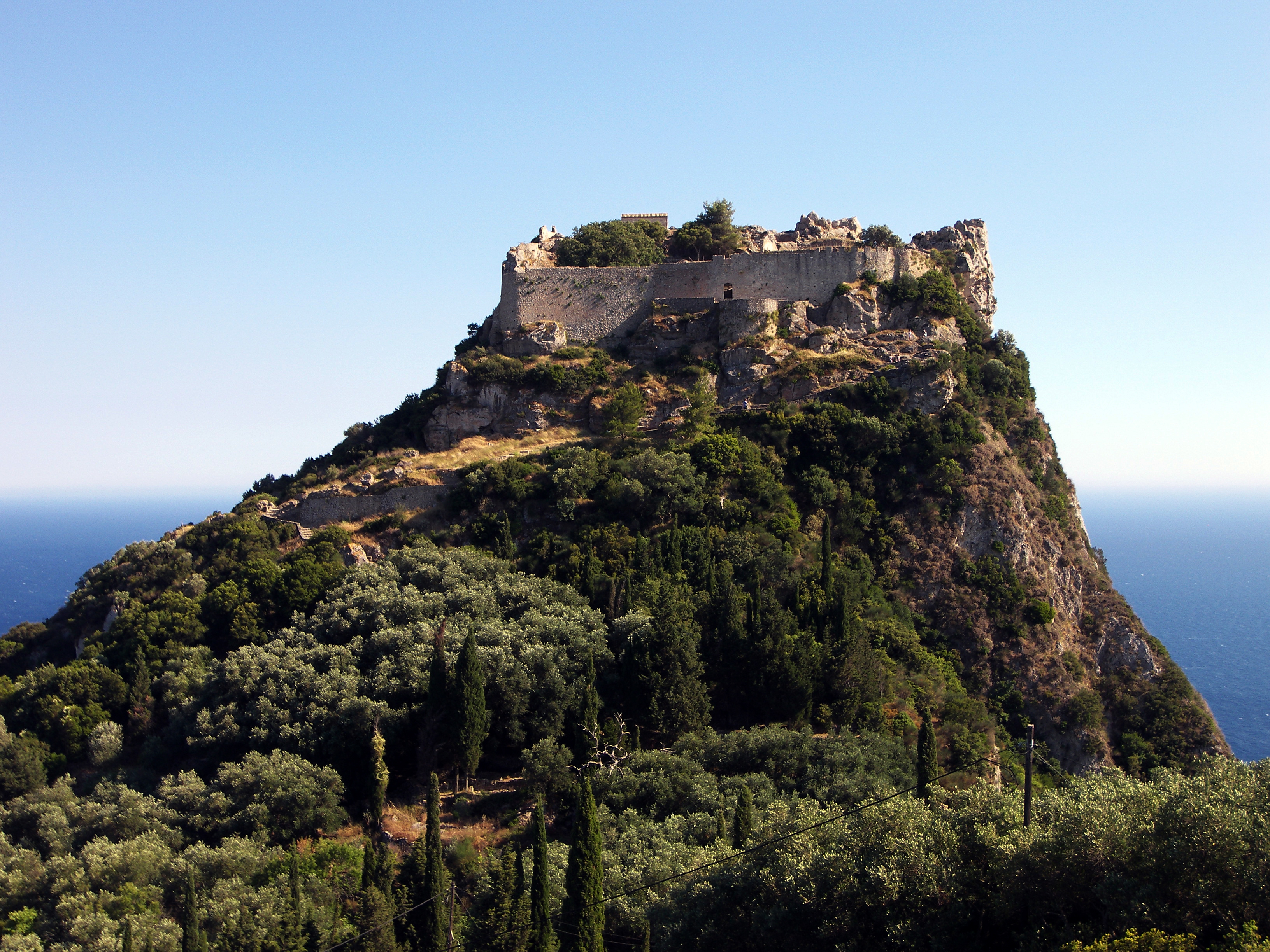
Angelokastro
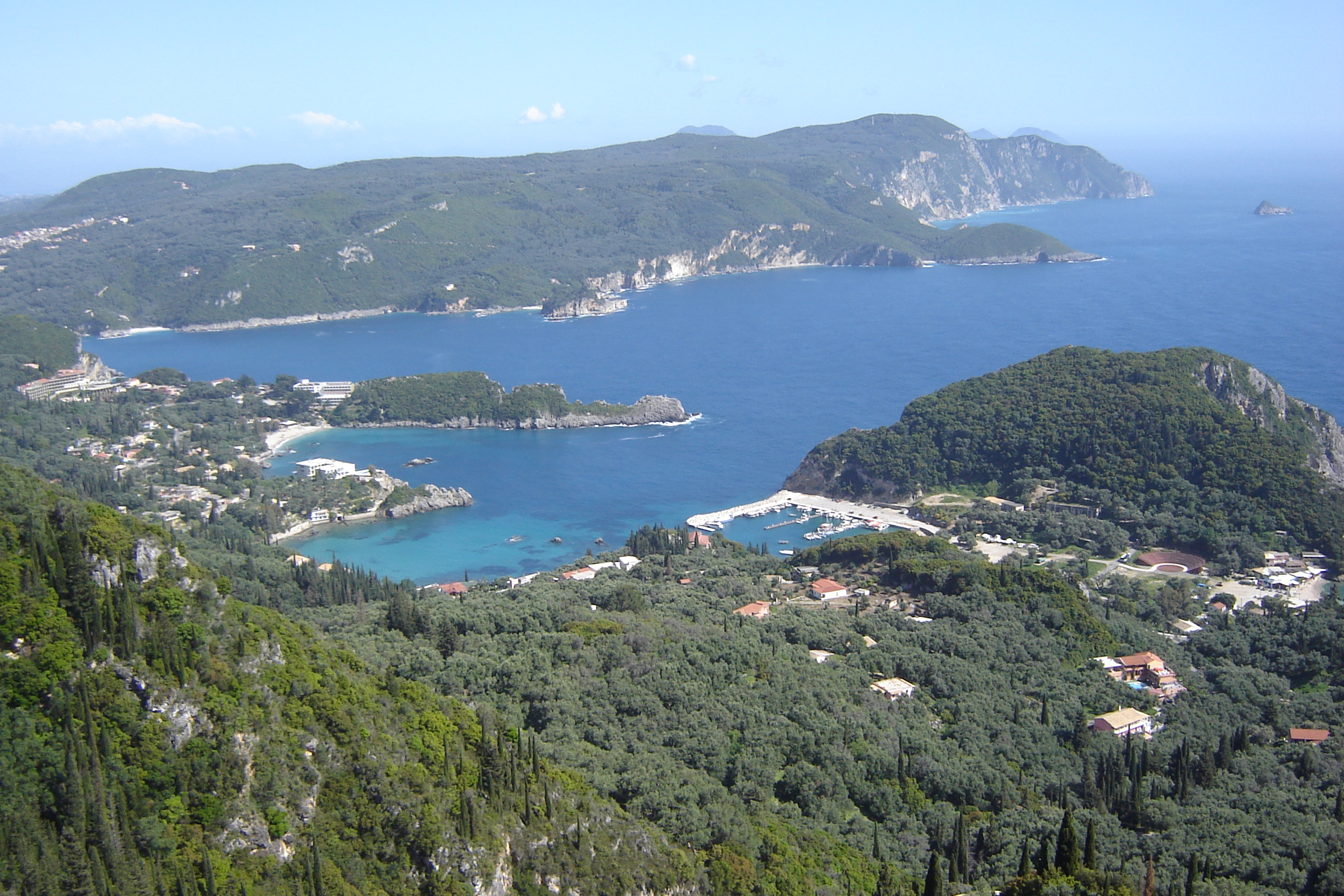
Pobřeží
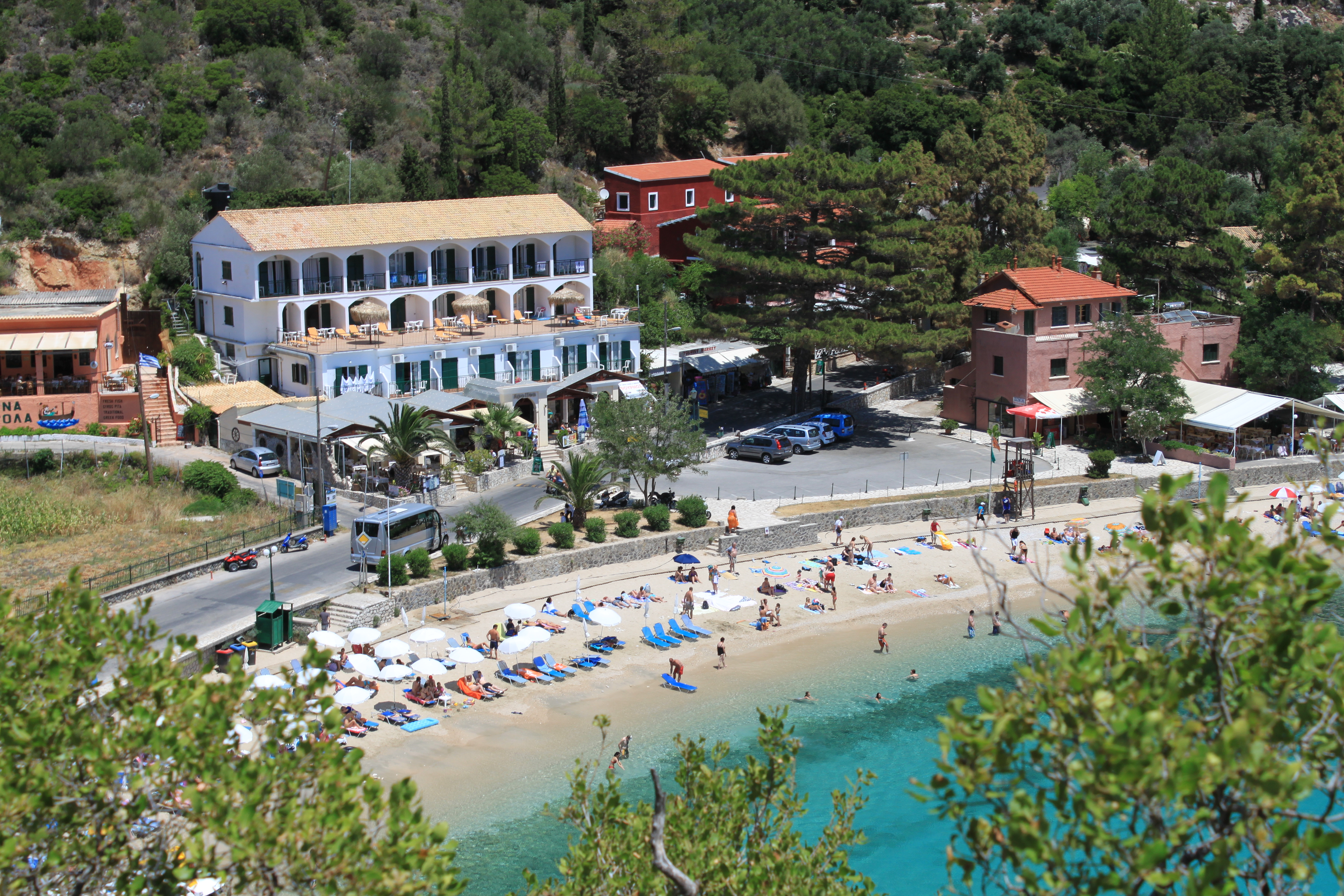
Hlavní pláž
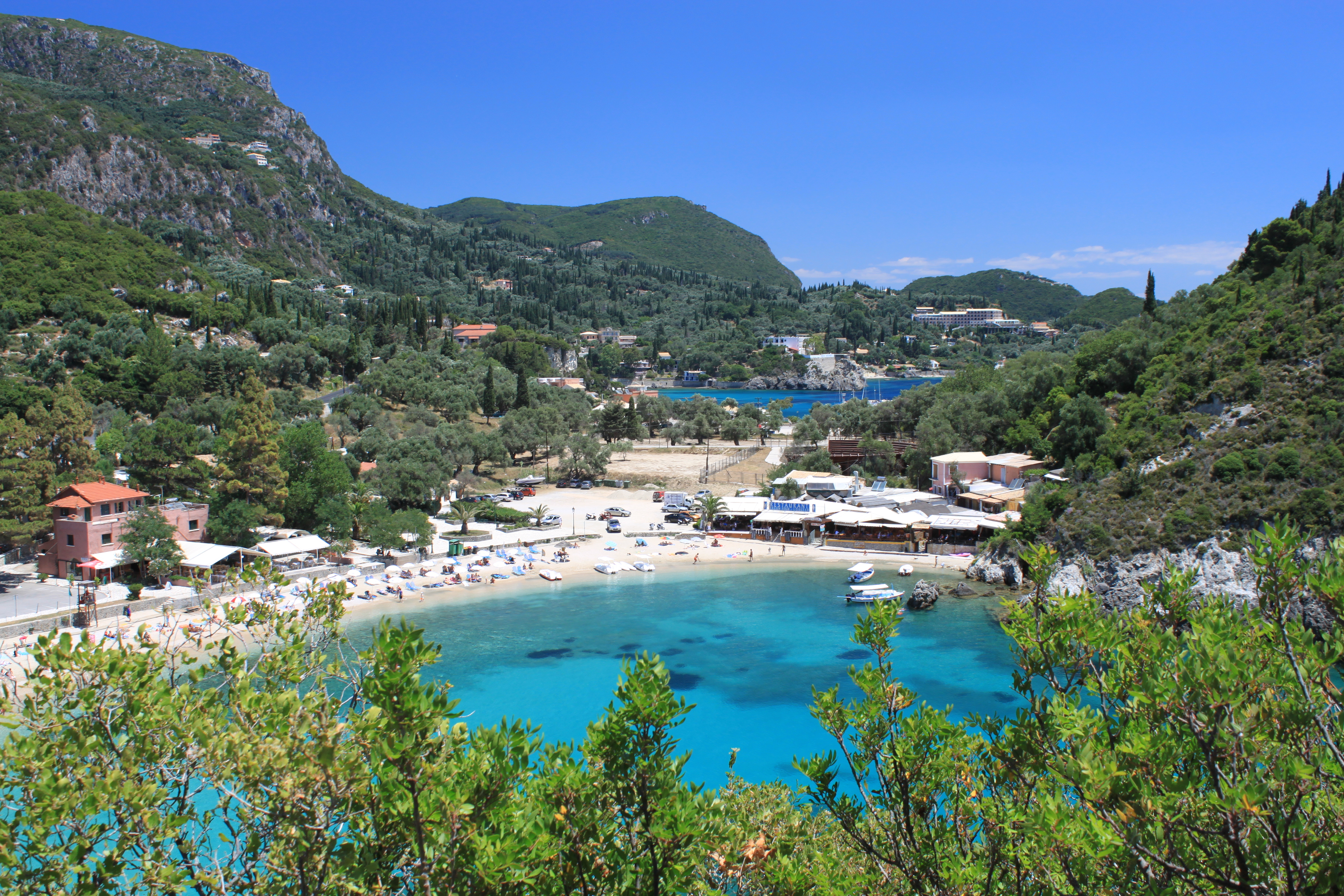
Paleokastritsa
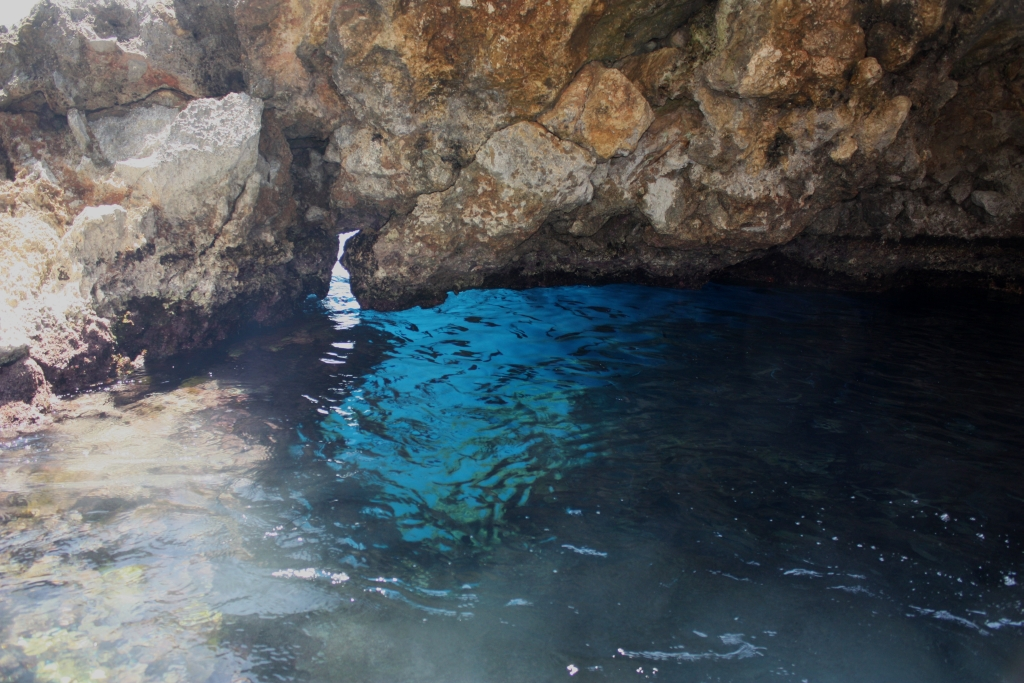
Jeskyně
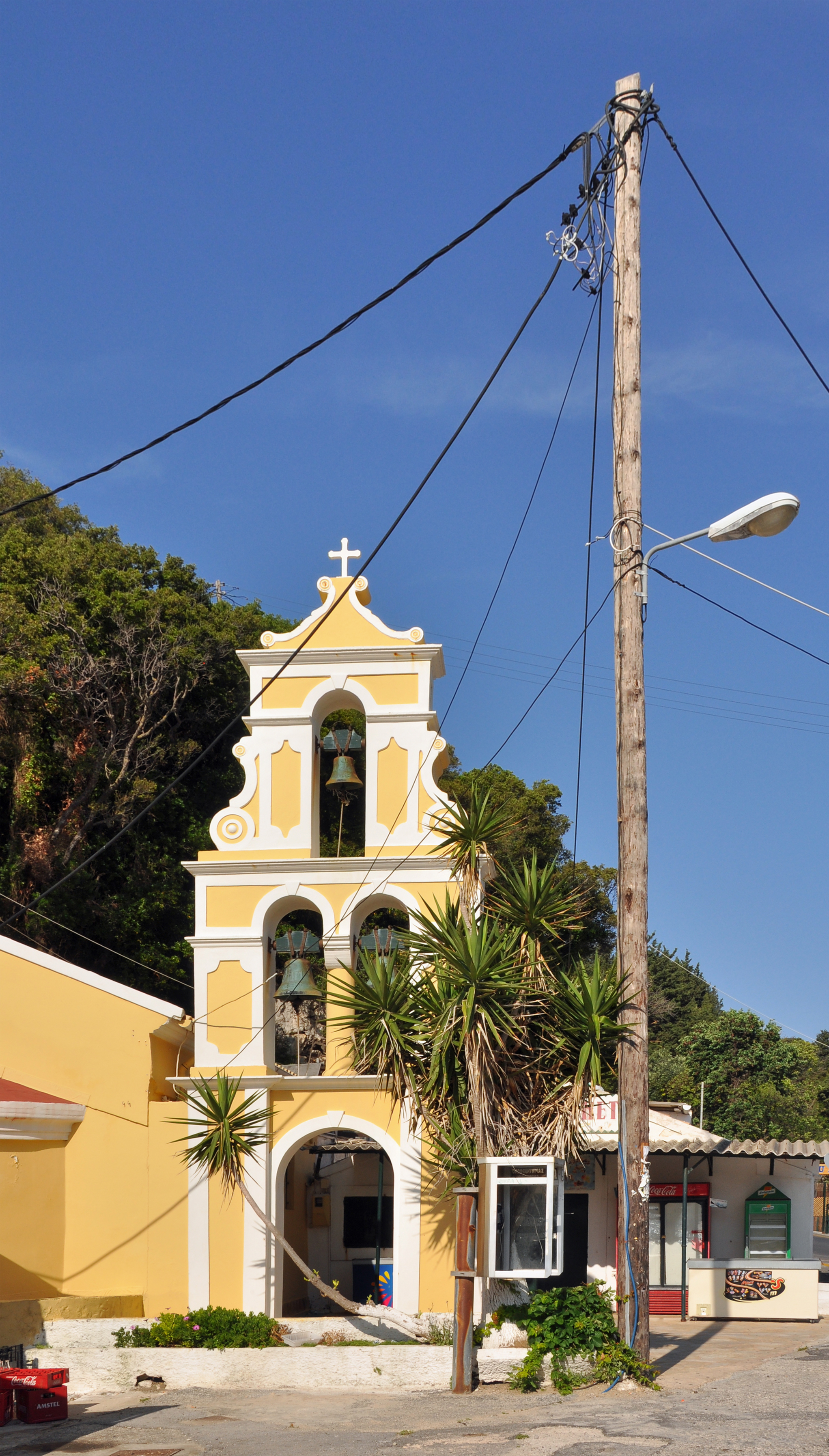
Kostel